# Североизточен район за планиране

## Географско положение, граници и големина
Североизточния район за планиране включва областите Варна, Добрич, Търговище и Шумен. Площта на района е 14 487 кв. км, съставляваща 13,05% от територията на страната.
Разположението на региона в североизточната част на България му предоставя определени преимущества пред останалите региони в Северна България. Североизточната граница на региона съвпада с част от сухоземната ни граница с Румъния. На юг Североизточният приморски регион граничи с Югоизточния регион. Ниската Стара планина е проходима през няколко прохода, а по пролома на р. Луда Камчия преминава жп линията Варна-Карнобат, която улеснява връзките на региона с Южна България. На запад и северозапад регионът граничи със Северния централен регион.

## Релеф и полезни изкопаеми
Релефът е хълмисто-равнинен с много заравнени плата, което благоприятства развитието на земеделието и транспорта. Макар и в големи количества черните въглища (Добруджански басейн), поради трудната експлоатация, не са с решаващо значение за икономиката на региона. Мангановата руда се добива край с. Оброчище (Добричко) и с. Игнатиево (Варненско). От нерудните изкопаеми с важно значение са каолинът (Каолиново), каменна сол (Провадия), варовиците, глините, кварцовият пясък (Белослав) – суровини за порцеланово-фаянсовата, стъкларската и циментовата промишленост.

### Климат
Агроклиматичните и рекреационните ресурси благоприятстват развитието на земеделието и туризма. Особено добре развито е зърнопроизводството.

### Води
Регионът е беден на води. Като цяло повърхностният отток е малък. От реките с най-важно значение са р. Провадийска и р. Камчия, в чиито водосбор са изградени язовири – „Тича“, „Камчия“ и др. Девненските карстови извори се използват комплексно. Езерата по северното крайбрежие се използват за добив на лечебна кал. Недостигът на водни ресурси е един от сериозните стопански проблеми на региона.

### Почви
От почвените ресурси с най-значителен дял са плодородните черноземни. В по-високите части са развити сивите горски почви, а край реките алувиално-ливадните. Около 60% от земята е обработваема.

### Гори
Сред горските ресурси преобладават широколистните видове. Използването им не е интензивно. Тук се добива около 5% от дървесината на страната. Разпространени са и лонгозните гори при р. Камчия и р. Батова, както и защитни горски пояси в Добруджа.

## Население и селищна мрежа
Раждаемостта е по-висока от средната за страната, което определя по-слабо изразения отрицателен естествен прираст. Висок е делът на градското население – 72,7%.
Селищната мрежа в Североизточния регион наброява 721 селища, от които 29 града. Тук преобладават малките градчета и големите села. В региона има само два града с население над 100 хил. жители. Това са град Варна с 335 хил. жители и Добрич с 104 хил. жители.

## Стопанство и социална среда
Благоприятното географско положение и агроклиматичните ресурси, излазът на Черно море с пристанищният комплекс Варна-Девня играят важна роля за развитието на региона. Североизточният регион отстъпи челното място сред регионите без Югозападнйия регион по принос в националния брутен вътрешен продукт и сега се нарежда след Югоизточния и Южния централен регион. Област Варна има значително по-висок брутен вътрешен продукт на човек, а в останалите три той е значително по-нисък, което определя изоставащото им развитие. За разлика отпреди 20 години сега най-голям дял в брутната добавена стойност има секторът на услугите с 64,1%, следван от промишлеността и на последно място земеделието.
Преките чуждестранни инвестиции са важен фактор за развитието на регионалната икономика. Североизточният регион се нарежда на трето място в страната по размер на преки чуждестранни инвестиции с 9,6% от общия им размер за 2010 г. Две трети от тях са преобладаващо насочени към Варненска област.

### Първичен сектор
В икономиката на региона земеделието е един от приоритетните отрасли. За неговото развитие съществува изключително благоприятно съчетание на природно-климатичните условия. Земеделието формира 7,4% от БВП на региона, но в национален план неговото участие е значително повече – 16% от БВП на земеделието в България, което означава, че регионът има национална специализация в този отрасъл. Застъпени са и двата основни подотрасъла: растениевъдство и животновъдство.

#### Растениевъдство
За развитието на растениевъдството Североизточният регион разполага с най-много земеделска земя заедно със Северозападния и Югоизточния регион. По-голямата част от площите се стопанисват от земеделски кооперации. Голяма част от обработваемата земя се използва за отглеждане на зърнени и маслодайни технически култури, като основни са пшеницата с много голям дял от площите ѝ в страната, царевицата и слънчогледът. Площите, заети с царевица намаляват за сметка на пшеницата и слънчогледа. По производство на тези най-разпространени култури регионът дели първенство със Северозападния регион. Регионът е и най-голям производител на царевица за силаж в страната. Забелязва се тенденция за намаляване на производството на пшеница и царевица за зърно и увеличаване на производството на слънчоглед заради трайното му търсене на световния пазар.
От трайните насаждения най-значителни са площите, заети с лозя. В региона се намират големи винопроизводителни предприятия в Търговище, Велики Преслав и Варна.

#### Животновъдство
Силно развито преди животновъдството загуби част от своите позиции. Броят на отглежданите животни и обемът на продукцията значително са намалели. В Североизточния регион се развиват основно овцевъдството и свиневъдството. По брой на отглежданите овце и свине регионът отстъпва първенството съответно на Южен централен и Северен централен регион. Животните преобладаващо се отглеждат в лични стопанства, но се срещат и ферми с голям брой животни. Птицевъдството в региона има добри традиции. В с. Дончево, край Добрич, се намира най-големият птицекомбинат в страната. Ръст бележи и пчеларството заради относително бързата възвръщаемост на вложените средства и износа на пчелен мед.

### Вторичен сектор
Североизточният регион създава 10% от националната промишлена продукция и заедно с останалите северни региони е с най-малък дял. Отрасловата структура на промишлеността е разнообразна, съсредоточена е основно в областните центрове и в промишлената агломерация Варна-Девня-Белослав.
Регионът се специализира в няколко отрасъла, които дават около две трети от промишлената му продукция. Най-важно място сред тях заема ХВП, която през последните години значително намалява, химическата промишленост и промишлеността за строителни материали, която бележи увеличение почти 2 пъти от 2005 г. насам.

#### Електроенергия
Производството на електроенергия е съсредоточено в ТЕЦ „Варна“, която е една от най-големиете ТЕЦ в България и работи с вносни украински въглища, пристигащи чрез пристанище Варна.

#### Металургия
Металургията има слабо присъствие в региона. Произвеждат се само алуминиев прокат и изделия от него в Шумен.

#### Химическа промишленост
Важно място в промишлеността на региона заема химическата промишленост с девненския комбинат „Солвей соди“ за калцирана сода, най-голям в Европа, който използва за основна суровина каменната сол от Провадия и варненското пристанище за износ.

#### Машиностроене и електроника
С водещо значение в миналото, машиностроенето и електрониката в региона сега дават само една шеста от промишлената му продукция. Представени са от множество подотрасли. Североизточният регион има традиции в корабостроенето във Варна. До края на 1996 г. във Варна се сглобяват и леки автомобили „Роувър“, но производството е преустановено. Регионът произвежда още алуминиеви контейнери и бутилиращи машини в Шумен, части за селскостопански машини в Добрич и багери в Каварна.

#### Строителни материали
Промишлеността за строителни материали има благоприятни предпоставки за развитие. Основното предприятие е циментовият завод в Девня. Тук се произвеждат около 1/5 от цимента в България. Центровете на успешно развиваща се в региона стъкларска и порцеланово-фаянсова промишленост с пазари в чужбина са Нови Пазар, Каспичан и Шумен.

#### Хранително-вкусова промишленост
ХВП е основен отрасъл за региона. Поради богатата суровинна база традиционни за региона са мелничарската, месната и млечната промишленост, разпространени повсеместно, като големите предприятия са в областните градове. Тук се произвеждат около 1/4 от месото, месните произведения и олиото в страната. Завод за захар има в Девня, а големите пивоварни на региона са в Шумен и Варна.

#### Лека промишленост
Меката промишленост е представена от шивашките предприятия във Варна, Шумен и Добрич с отдавашни традиции.

### Третичен сектор
Третичният сектор е водещ за целия регион, като ангажира над половината от работната му сила.

#### Транспорт
Североизточният регион в известна степен се намира периферно спрямо гръбнака на националната транспортна система и еврокоридорите, пресичащи България. Регионът има добре изградена пътна мрежа с 21,3% автомагистрали („Хемус“ и „Черно море“) и първокласни пътища. Това е показател, по-висок от средния за страната и един от най-добрите сред останалите региони. Гъстотата на шосейната му мрежа е също по-висока от тази на страната.
Североизточният регион е един от регионите с най-слабо развита ЖП мрежа в страната, но сравнително модернизирана. Гъстотата ѝ е една от най-ниските сред всички региони заедно с Югоизточния. В същото време 36,6% от жп мрежата е удвоена, което е много повече от средния показател за страната и един от най-високите по региони. Тук минават жп линии София-Варна; Русе-Каспичан и жп линията Разделна-Кардам-Меджидия (Румъния), които обслужват международните потоци в североизточна посока.
Регионът развива морския транспорт. Основно пристанище с ключово значение е Варна. То разполага с 35 корабни места. Пристанище Варна е безспорната „контейнерна“ и „зърнена врата“ на страната ни. През него минават още основните количества цимент, торове и калцирана сода, които се произвеждат в близост до него. Фериботът Варна-Иличьовск, построен още през 1978 г. сега се превръща в най-късия път между Европа и Азия с линията Иличовск-Варна-Поти (Грузия).

#### Туризъм
Североизточният регион заема водещо място по развитие на туризма сред останалите региони. Тук се намира около една трета от легловата база на страната, в която са реализирани една трета от нощувките за 2009 г. Значителна част от тях са предимно от чужденци. В сравнение с другите региони той се отличава и с най-висок среден престой на посетителите и висока заетост на хотелите му. Решаващ фактор за туристическото развитие на региона е черноморското крайбрежие, което определя съсредоточаването му в областите Варна и Добрич. Североизточният регион е с богато културно-историческо и природно наследство и това е предпоставка за развитието на културен, аграрен и екологически туризъм.

#### Образование, здравеопазване и търговска мрежа
Образованието е добре осигурено с учебни заведения, а по брой преподаватели и учащи е на първо място сред северните региони. Здравеопазването разполага с най-малко болници и легла в тях, но тук един лекар се грижи за най-малко жители в сравнение с другите региони. Търговската мрежа и финансовите институции като банки, борси и митници са добре развити в региона. Търговските обекти основно са концентрирани по крайбрежието. Поради ограничените водни ресурси водоснабдяването на редица селища в региона е затруднено и цената на водата е висока поради извличането ѝ от голяма дълбочина с помпи.

## Териториални различия
В развитието на отделните области в региона съществуват различия. Варненска област заема първостепенно място в икономиката на региона, докато Търговищка област – периферно място. По отношение на земеделската продукция няма големи различия между областите, но все пак водеща е Добричката област, а с най-малък дял е Търговищка област. Земеделската им специализация е в зърнопроизводството и технически култури (основно слънчоглед). Високата концентрация на промишлена и транспортна дейност води до формирането на промишлената агломерация Варна-Девня. Показателите, отчитащи развитието на третичния сектор, са най-благоприятни за Варненска област, което я обособява като притегателен център за региона.

## Екологична ситуация
Природната среда на региона е силно засегната от стопанската дейност на човека. Сериозни екологични проблеми има в региона на Варна-Девня и в промишлените зони на Шумен, Каспичан-Нови пазар, Търговище. Около 20 хил. дка са замърсени с тежки метали. Екологичното състояние на черноморското крайбрежие в региона е също с редица проблеми, свързани със замърсяване от нефт, поява на свлачищни процеси и др., които чакат своето решение.